# Козацька педагогіка
Козацька педагогіка - один з витоків вітчизняної педагогіки, невід’ємна складова української етнопедагогіки. Мала значний вплив на становлення та розвиток національної системи виховання. Козацька педагогіка  акумулювала в собі вироблені віками та апробовані часом традиції виховання молоді. Широко практиковані методи навчання і виховання козацьких дітей мали дуже багато національно самобутнього (в цілях, завданнях, традиціях, засобах впливу на особистість тощо). Їх відрізняли цілісність, багатство ідей і настанов козацької виховної мудрості, що становили собою і теоретичну, і практичну частини специфічної та самобутньої козацької педагогіки.

## Визначення та класифікація
Козацька педагогіка — це частина педагогіки у вершинному її вияві, яка формувала в молодих українців синівську вірність рідній землі, Батьківщині — незалежній Україні (Гетьманщина). 
Термін «козацька педагогіка» охоплює зміст, ідейну спрямованість, національні виховні традиції українського народу, які він виплекав упродовж століть для захисту рідної землі від постійних чужоземних навал, для гартування молодого покоління у дусі подвижництва і героїзму. Цей термін позначає систему народнопедагогічних і наукових знань, ідей та інших цінностей, які вже більше 500 років займають чільне місце в національній системі освіти і виховання.
Явищем глибоко самобутнім була система козацького виховання, яка поділялася на такі ступені:
- дошкільна (родинна);
- шкільна;
- підвищена.

Д. Яворницький розподілив запорізькі школи на:
- січові;
- монастирські;
- церковнопарафіяльні;
- полкові (на Лівобережній Україні до другої половини XVIII століття).

Українська сучасна військова освіта зазнала занепаду. Вона базувалася на основних принципах — традиціях виховання лицарів-козаків, досліджуючи навчально-виховний процес в освітніх закладах Війська Запорізького, можемо покращити рівень виховання у сучасних військових закладах.
У виховному процесі панував волелюбний дух козацтва, ідей народної педагогіки, українознавства. Вихованці із батьками, педагогами брали участь у впровадженні народних традицій, звичаїв. Розвивалося фольклорне виховання, основою якого були пісні, думи, легенди, перекази, балади, прислів'я, приказки про козаків, їхню героїчну боротьбу проти загарбників — татар, турків, польської шляхти і російського самодержавства.
Потреба реалізації козацької педагогіки, організації дієздатних молодіжних козацьких об'єднань, виховання стійких і мужніх захисників незалежної України викликана як внутрішніми, так і зовнішніми обставинами. Виникає потреба створити науково-методичний центр, який би розробляв навчальні плани, програми, методичні рекомендації з проблем реалізації козацької педагогіки як на уроках, так і в поза навчальний час.
Фундаментальний напрямок роботи — дослідження історії українського козацтва — від його зародження до зміцнення в період правління Сагайдачного, Мазепи, Хмельницького. Величезний виховний потенціал має вивчення героїчного життя, подвижницької діяльності, високого військового мистецтва гетьманів, кошових отаманів, керівників повстань — С. Наливайка, І. Сірка, Т. Федоровича, І. Богуна, М. Кривоноса, І. Гонти, М. Залізняка й інших. Як свідчить досвід, учні залюбки вивчають історію Запорізької Січі.
Реалізація козацької педагогіки не тільки у військовій, а й загальній освіті забезпечить зростання розвиненої та духовно багатої молоді. Саме теперішній період відбудови та оновлення української армії майже ідеально підходить для впровадження давно забутих козацько-лицарських традицій у сучасній педагогічній методиці, які застосовуються для військово-патріотичного виховання сучасної української молоді.